# 朱袞 (嘉靖舉人)
朱袞（16世紀—17世紀），字文龍，江西九江府德化縣人，明朝政治人物。

## 生平
朱袞是嘉靖四十年（1561年）辛酉科江西鄉試舉人，授莆田教諭，萬曆六年（1578年）陞南靖知縣，因雙親去世回鄉，服闋後歷任武城、松陽知縣，潔己愛民，興利除弊，三縣人民均為他立祠祭祀，九年（1581年）調宛平知縣，宛平位處京師，機務繁忙，宦官從中干擾難控制，治理縣事有餘裕，亦風裁嚴峻，人不敢干以私，又曾捐俸設置九江會館，買地置義塚在張掖門外，後得推薦超擢南京刑部河南司主事，陞員外郎、郎中，清理滯獄，三年內全活者百多人，二十八年（1600年）出為思恩知府，但數月後即致仕。他個性恬淡，俸餘都歸家族使用，有族弟分家已久無法生活，他拿出家產送贈對方，其後朝廷覃恩進階中議大夫，九十五歲才去世，巡按張某題稱其居所為「人瑞」。

## 引用
1. 1 2  同治《【江西】德化縣志·卷三十二·人物志》：朱袞，字文龍，中嘉靖辛酉科鄉試，就莆田教諭，陞南靖知縣，丁艱歸，再厯任武城、松陽，潔己愛民，興利剔弊，三縣民俱立祠祀之，任滿陞宛平知縣，宛隸輦下機務最繁，中官復干擾難制，袞治劇理紛綽有餘裕，且風裁嚴峻，人不敢干以私，臺省交章薦之，超擢刑部員外，轉郎中，清滯獄、理伏抑，遇疑案則寢食俱廢，必平反而始快，計三年全活者百餘人，出守廣西思恩府，甫數月即致仕。任宛日捐俸置九江會館，買地置義塚於張掖門外，袞性恬淡，所得俸餘悉以班家族，有弟析箸已久不能自存，盡推己產與之，覃恩進階中議大夫，卒年九十有五，巡按張某題其居曰「人瑞」云。
2. ↑  民國《宛平縣志·卷四·政事》：歷官 前朝知縣……朱袞 江西德化人，舉人，萬曆九年任，陞南京（刑部）河南司主事